# El Ksar (Argélia)
El Ksar (também escrito El Gasr) é uma vila na comuna de Ouled Khoudir, no distrito de Ouled Khoudir, província de Béchar, Argélia. A vila está localizada na margem leste do rio Oued Saoura, 5 quilômetros (3,1 milhas) ao sudoeste de Ouled Khoudir. Está ligada a Ouled Khoudir por uma estrada local ao lado do rio, junto com a outra vila de Ouled Rafaa.